# Danau Poso
Der Danau Poso (deutsch: „Poso-See“) in Sulawesi Tengah ist der drittgrößte See Indonesiens.

## Geographie
Der 32.000 Hektar große See liegt auf 600 Meter Höhe und ist im Durchschnitt 450 Meter tief. Am Nordende des Sees liegt die Stadt Tentena, bei der der Fluss Poso seinen Lauf zur Küste startet. Weitere Orte am See sind Taipa im Westen und Pendolo im Süden.

## Flora und Fauna
Der See ist bekannt für seine wilden Orchideen, die im Taman Anggrek Bancea zu bewundern sind. Endemische Fische des Sees sind die Reisfische Oryzias nebulosus, Oryzias nigrimas und Oryzias orthognathus, die vier Arten der Reisfischgattung Adrianichthys, darunter der Entenschnabelkärpfling und der Gestreckte Poso-Kärpfling, der Halbschnäbler Nomorhamphus celebensis und die Grundel Mugilogobius sarasinorum. Die Poso-Bungu-Grundel scheint ausgestorben, da sie zuletzt 1987 nachgewiesen wurde. Mögliche Ursachen für ihr Verschwinden sind die Verschmutzung des Poso-Sees sowie die Einfuhr fremder Fischarten. Bemerkenswert ist die Schwammgattung Pachydictyum die nur im Poso-See vorkommt. Sie ist mit den Süßwasserschwämmen (Spongillidae) nicht näher verwandt und stammt wahrscheinlich von im Meer lebenden Vorfahren ab.

## Kultur
Ende August wird alljährlich das Danau Poso-Festival mit traditionellen Sport-, Gesang- und Tanzaufführungen in Tentena durchgeführt.